# دوري السوبر الإندونيسي 2017
دوري السوبر الإندونيسي 2017 (بالإندونيسية: Liga 1 2017)‏ هو موسم من دوري السوبر الإندونيسي. أقيم خلال الفترة 15 أبريل 2017 وحتى 12 نوفمبر 2017، وشارك فيه  18 فريقاً، وفاز فيه نادي بايانغارا سولو.